# Јован Делић
Јован Делић (Борковићи, 4. октобар 1949) српски је универзитетски професор, историчар књижевности и уредник. главни је уредник Зборника Матице српске за књижевност и језик од 2000. године, редовни професор Филолошког факултета Универзитета у Београду и управник катедре за српску књижевност са јужнословенским књижевности.

## Биографија
Основну школу учио је у пивским селима (Бојковићи, Горанско, Плужине и Милковац), а гимназију завршио у Никшићу. Студирао је на Филолошком факултету у Београду, на групи за општу књижевност (1967–1971) где је магистрирао (1983), а потом и докторирао (1996). Као професор по позиву, држао је предавања на славистичким катедрама у Хамбургу, Берлину, Манхајму, Јени, Хајделбергу, Франкфурту, Грајфсвалду, Халеу и Сегедину. Студије, текстове и чланке објављивао је на руском, украјинском, њемачком и француском језику. Од децембра 1972. до јуна 1998. радио је на Филозофском факултету у Новом Саду, а од 1998. предаје савремену српску књижевност на Филолошком факултету у Београду. Од 1986. до 1991. радио је као лектор на Универзитету "Георг Аугуст" у Гетингену.
Члан је Матице српске од 1985, стални члан сарадник од 1995, члан Управног одбора од 1999, а за главног уредника "Зборника Матице српске за књижевност и језик" постављен је 2000. године.
Активно се залагао за очување државног заједништва Србије и Црне Горе у оквиру некадашње Савезне Републике Југославије (1992-2003), а потом и у оквиру Државне заједнице Србије и Црне Горе (2003-2006). Почетком 2005. године, постао је један од оснивача Покрета за европску државну заједницу Србије и Црне Горе у Србији.

За дописног члана САНУ изабран је 2018. године.

## Научни и књижевни рад
Објавио је око 450 библиографских јединица и сљедеће књиге:
- Критичареви парадокси, Нови Сад, Матица српска, 1980.
- Српски надреализам и роман, Београд, Српска књижевна задруга, 1980.
- Пјесник 'патетике ума (о пјесништву Павла Поповића), Нови Сад, Дневник, 1983.
- Традиција и Вук Стеф. Караџић, Београд, БИГЗ, 1990.
- Хазарска призма, тумачење прозе Милорада Павића, Београд, Просвета, Досије; Титоград, Октоих; Горњи Милановац, Дечје новине, 1991.
- Књижевни погледи Данила Киша, ка поетици Кишове прозе, Београд, Просвета, 1995.
- Кроз прозу Данила Киша, ка поетици Кишове прозе II, Београд, БИГЗ, 1997.
- О поезији и поетици српске модерне, Београд, Завод за уџбенике, 2008.
- Иван В. Лалић и њемачка лирика, Београд : Српска књижевна задруга : Институт за књижевност и уметност ; Источно Сарајево : Филозофски факултет, 2011[4]

## Награде и признања
Добитник је следећих признања и награда:
- Бранкова награда Матице српске, за есеје о Тину Ујевићу и Александру Солжењицину.
- Награда „Милан Богдановић”, за критички текст о књизи Ухвати звезду падалицу Драгослава Михаиловића, 1984.
- Награда Друштва књижевника Војводине за књигу године, за књигу Хазарска призма, 1992.
- БИГЗ-ова награда, за књигу Кроз прозу Данила Киша, 1997.
- Награда „Вук Филиповић”, за књигу Кроз прозу Данила Киша, 1998.
- Награда „Ђорђе Јовановић”, за књигу Иван В. Лалић и њемачка лирика, 2011.
- Награда „Златна српска књижевност”, 2011.
- Награда „Др Шпиро Матијевић”, за књигу Иво Андрић – мост и жртва, 2012.
- Награда „Младен Лесковац”, 2013.
- Изузетна Вукова награда, за 2021.[5]
- Добитник је признања „Изузетни Златни беочуг” за допринос култури Београда и Повеље „Симо Матавуљ” Удружења књижевника Србије.[1]